# Kobaltkék pinty
A kobaltkék pinty (Porphyrospiza caerulescens) a madarak osztályának verébalakúak (Passeriformes) rendjébe és a tangarafélék (Thraupidae) családjába tartozó  faj.

## Rendszerezése
A fajt Maximilian zu Wied-Neuwied német herceg, felfedező és természettudós írta le 1830-ban, a Tanagra nembe Tanagra caerulescens néven. Egyes szervezetek a Rhopospina nembe sorolják Rhopospina caerulescens néven.

## Előfordulása
Dél-Amerikában, Bolívia és Brazília területén honos. Természetes élőhelyei a szubtrópusi és trópusi gyepek és szavannák. Állandó, nem vonuló faj.

## Megjelenése
Testhossza 12 centiméter.
|  |

## Természetvédelmi helyzete
Az elterjedési területe nagyon nagy, egyedszáma viszont csökken. A Természetvédelmi Világszövetség Vörös listáján mérsékelten fenyegetett fajként szerepel.